# Ontogenetische Entwicklung der Zähne

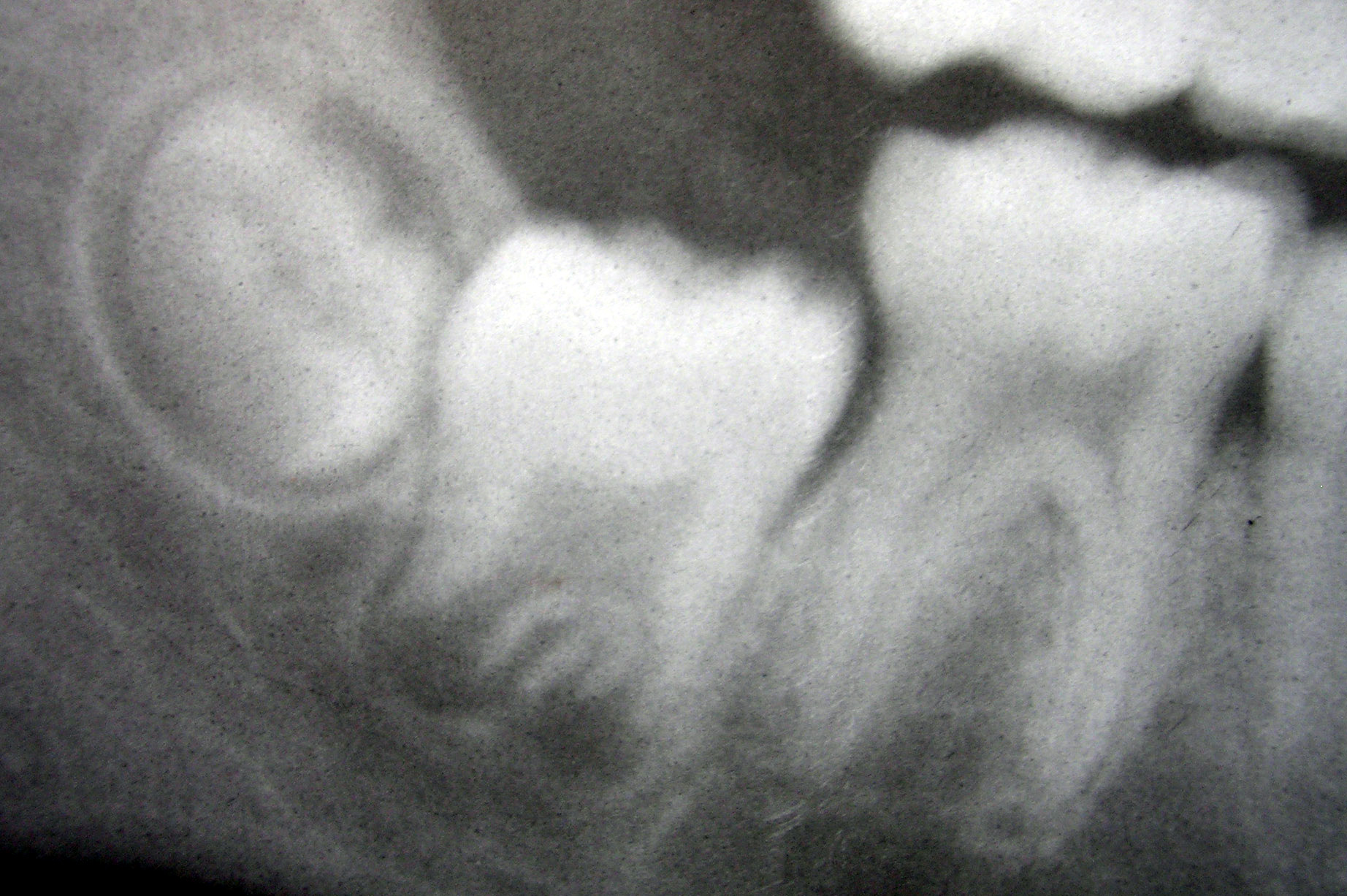
Röntgenbild des dritten, zweiten und ersten Backenzahns im rechten Unterkiefer in verschiedenen Entwicklungsstufen

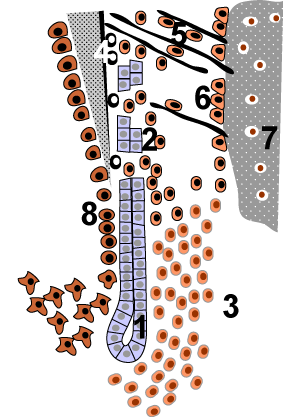
Schematische Darstellung: (1) Hertwig’sche Epithelscheide, (2) Malassez’sche Epithelreste,
(3) Zahnfollikel, (4) Zementoblasten,
(5) Periodontales Ligament, (6) Alveolarzellen, (7) Knochen, (8) Odontoblasten.

Die ontogenetische Entwicklung der Zähne ist ein komplexer Prozess, bei dem Zähne aus embryonalen Zellen entstehen, wachsen und im Mund hervortreten. Viele Wirbeltiere besitzen Zähne, und ihre Entwicklung beim Menschen und bei anderen Lebewesen verläuft sehr ähnlich.
Damit menschliche Zähne eine gesunde orale Umgebung haben, müssen sich während der Embryogenese Zahnschmelz, Dentin, Wurzelzement und die Wurzelhaut (Periodontium) entwickeln. Das Milchgebiss wird ab der sechsten bis achten Woche vor der Geburt, die bleibenden Zähne in der zwanzigsten Woche angelegt. Wenn die Entwicklung der Zähne nicht ungefähr zu dieser Zeit beginnt, findet sie gar nicht statt. Nach allgemeiner Ansicht ist ein Faktor im Gewebe des ersten Kiemenbogens notwendig, um den Prozess zu initiieren.

## Überblick

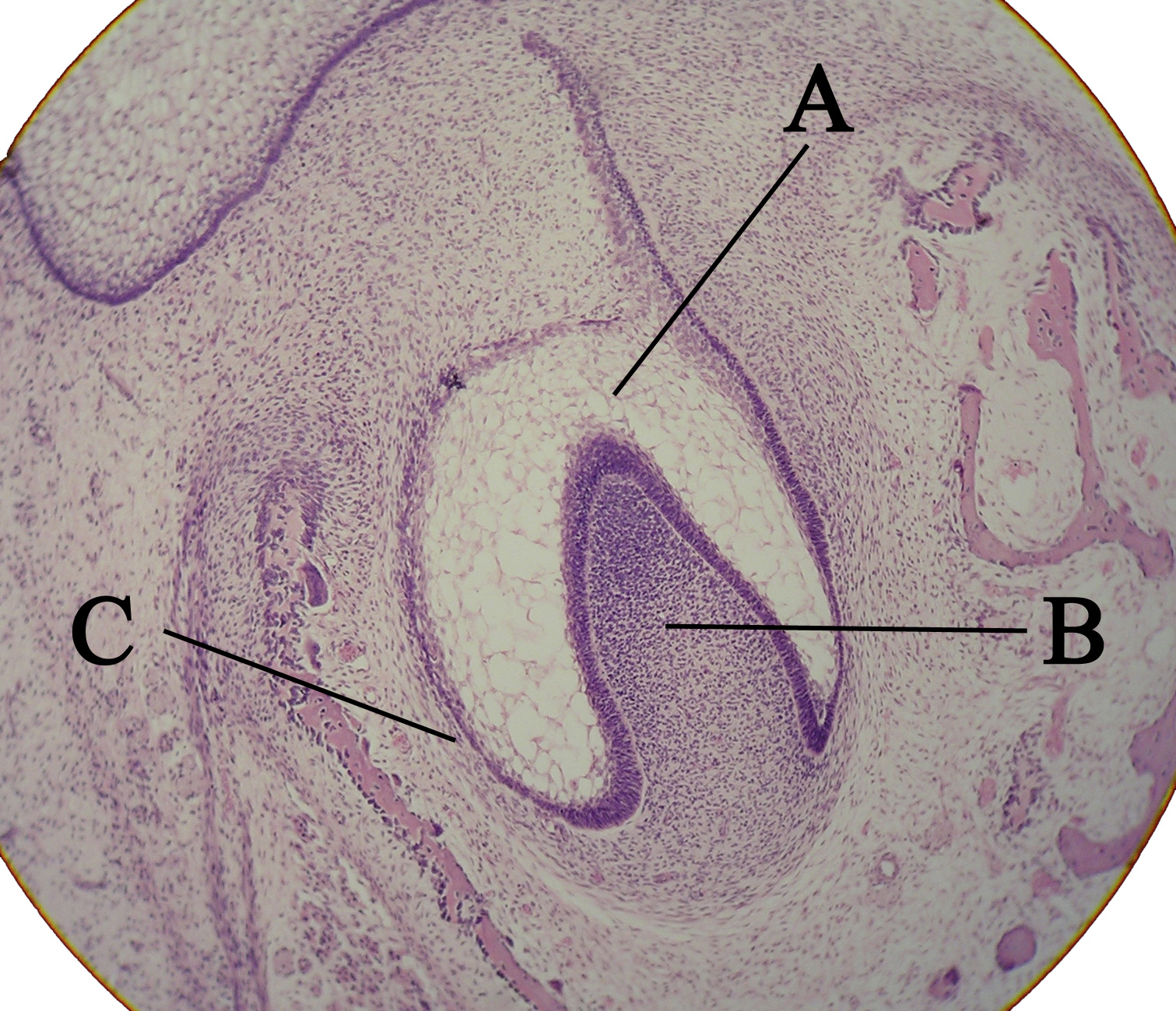
histologischer Schnitt einer Zahnknospe
A: Zahnschmelz-Organ
B: Zahnpapille
C: Zahnfollikel

Die Zahnknospe ist eine Ansammlung von Zellen, aus denen sich ein Zahn bilden kann. Diese Zellen stammen aus dem Ektoderm des ersten Kiemenbogens und dem Ektomesenchym der Neuralleiste. Die Zahnknospe besteht aus drei Teilen: dem Zahnschmelz-Organ, der Zahnpapille und dem Zahnfollikel (Folliculus dentis).
Das Zahnschmelz-Organ (Organon enameleum) besteht aus einem äußeren und inneren Schmelzepithel (Epithelium enameleum externum und internum), dem Schmelzretikulum (Recticulum enameleum) und der Zwischenschicht (Stratum intermedium). Die Zellen des inneren Schmelzepithels differenzieren sich zu Ameloblasten, die Zahnschmelzprismen und damit einen Schmelzüberzug über das Dentin produzieren. Die Stelle, an der sich äußeres und inneres Schmelzepithel vereinigen, nennt man Ansa cervicalis. Der Wuchs der zervikalen Zellen des Schmelzepithels in tiefere Gewebe bildet die Hertwig’sche Epithelscheide aus, welche die spätere Form der Zahnwurzel bedingt.
Die Zahnpapille enthält Zellen, die sich zu den dentinbildenden Odontoblasten entwickeln. Die Verbindung zwischen Papille und innerem Epithel bestimmt die Form der Zahnkrone. Mesenchymale Zellen in der Papille sind verantwortlich für die Bildung der Zahnpulpa.
Der Zahnfollikel erzeugt drei wichtige Gewebe: Zementoblasten, Osteoblasten und Fibroblasten. Zementoblasten bilden den Wurzelzement, Osteoblasten das Zahnfach (Alveole) rund um die Zahnwurzel und Fibroblasten die periodontalen Bänder, die den Zahn durch den Wurzelzement mit den Alveolen verbinden.

### Zeitleiste
Die folgenden Tabellen zeigen die zeitliche Entwicklung menschlicher Zähne. Die Angaben für die erste Verkalkung des Milchgebisses beziehen sich auf die Zeiten vor der Geburt.

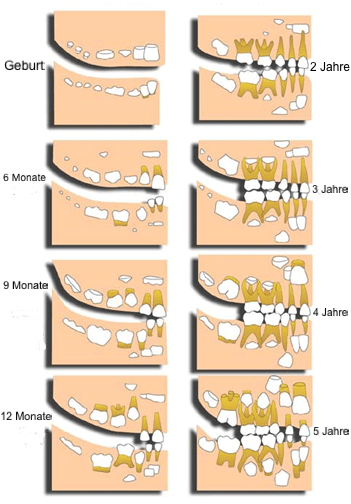
Stadien der Zahnentwicklung

Legende zu den Tabellen:
- W = Wochen
- M = Monate
- J = Jahre

| erste Verkalkung   | 14 W                 | 16 W  | 17 W   | 15,5 W | 19 W |
| Krone vollständig  | 1,5 M                | 2,5 M | 9 M    | 6 M    | 11 M |
| Wurzel vollständig | 1,5 J                | 2 J   | 3,25 J | 2,5 J  | 3 J  |
|                    | Zähne im Unterkiefer |       |        |        |      |
| erste Verkalkung   | 14 W                 | 16 W  | 17 W   | 15,5 W | 18 W |
| Krone vollständig  | 2.5 M                | 3 M   | 9 M    | 5,5 M  | 10 M |
| Wurzel vollständig | 1,5 J                | 1,5 J | 3,25 J | 2.5 J  | 3 J  |

|                    | zentraler Schneidezahn | seitlicher Schneidezahn | Eckzahn             | erster Prämolar     | zweiter Prämolar    | erster Backenzahn   | zweiter Backenzahn  | dritter Backenzahn  |
|                    | Zähne im Oberkiefer    | Zähne im Oberkiefer     | Zähne im Oberkiefer | Zähne im Oberkiefer | Zähne im Oberkiefer | Zähne im Oberkiefer | Zähne im Oberkiefer | Zähne im Oberkiefer |
| ------------------ | ---------------------- | ----------------------- | ------------------- | ------------------- | ------------------- | ------------------- | ------------------- | ------------------- |
| erste Verkalkung   | 3-4 M                  | 10-12 M                 | 4-5 M               | 1,5-1,75 J          | 2-2,25 J            | bei der Geburt      | 2,5-3 J             | 7-9 J               |
| Krone vollständig  | 4-5 J                  | 4-5 J                   | 6-7 J               | 5-6 J               | 6-7 J               | 2,5-3 J             | 7-8 J               | 12-16 J             |
| Wurzel vollständig | 10 J                   | 11 J                    | 13-15 J             | 12-13 J             | 12-14 J             | 9-10 J              | 14-16 J             | 18-25 J             |
|                    | Zähne im Unterkiefer   |                         |                     |                     |                     |                     |                     |                     |
| erste Verkalkung   | 3-4 M                  | 3-4 M                   | 4-5 M               | 1,5-2 J             | 2,25-2,5 J          | bei der Geburt      | 2,5-3 J             | 8-10 J              |
| Krone vollständig  | 4-5 J                  | 4-5 J                   | 6-7 J               | 5-6 J               | 6-7 J               | 2,5-3 J             | 7-8 J               | 12-16 J             |
| Wurzel vollständig | 9 J                    | 10 J                    | 12-14 J             | 12-13 J             | 13-14 J             | 9-10 J              | 14-15 J             | 18-25 J             |

Graphische Darstellung der Verkalkungs- und Entkalkungszeiten

## Entwicklung der Zahnknospe

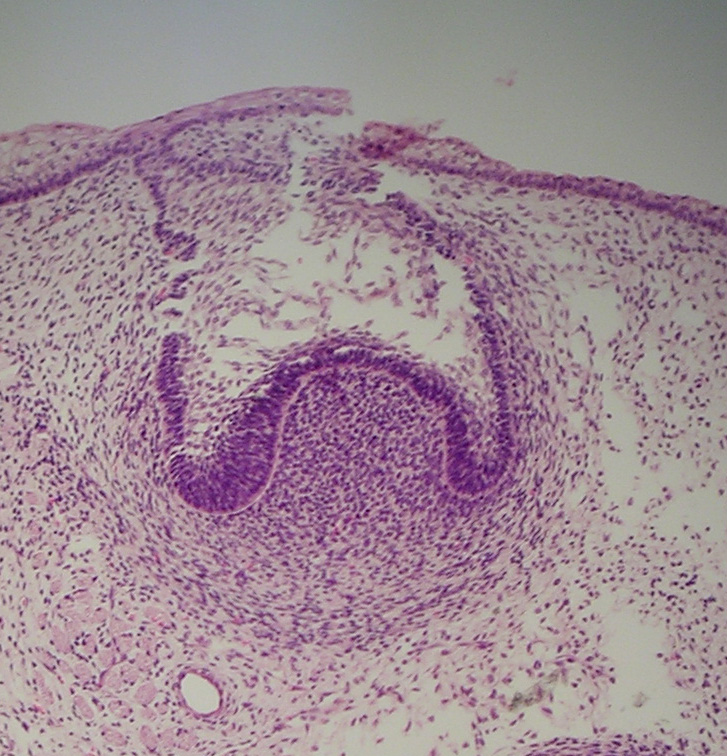
Histologischer Schnitt eines Zahns im Kappenstadium

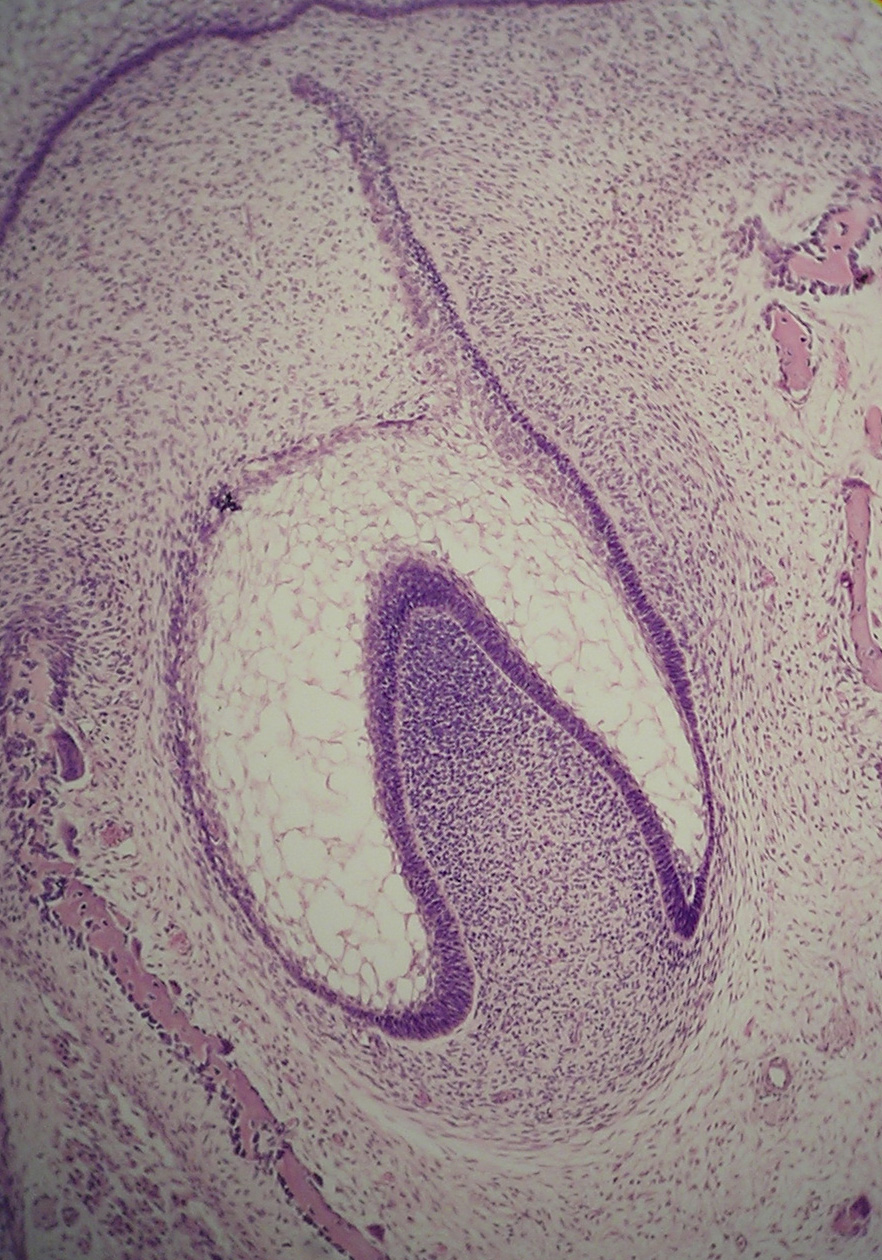
Histologischer Schnitt eines Zahns im frühen Glockenstadium

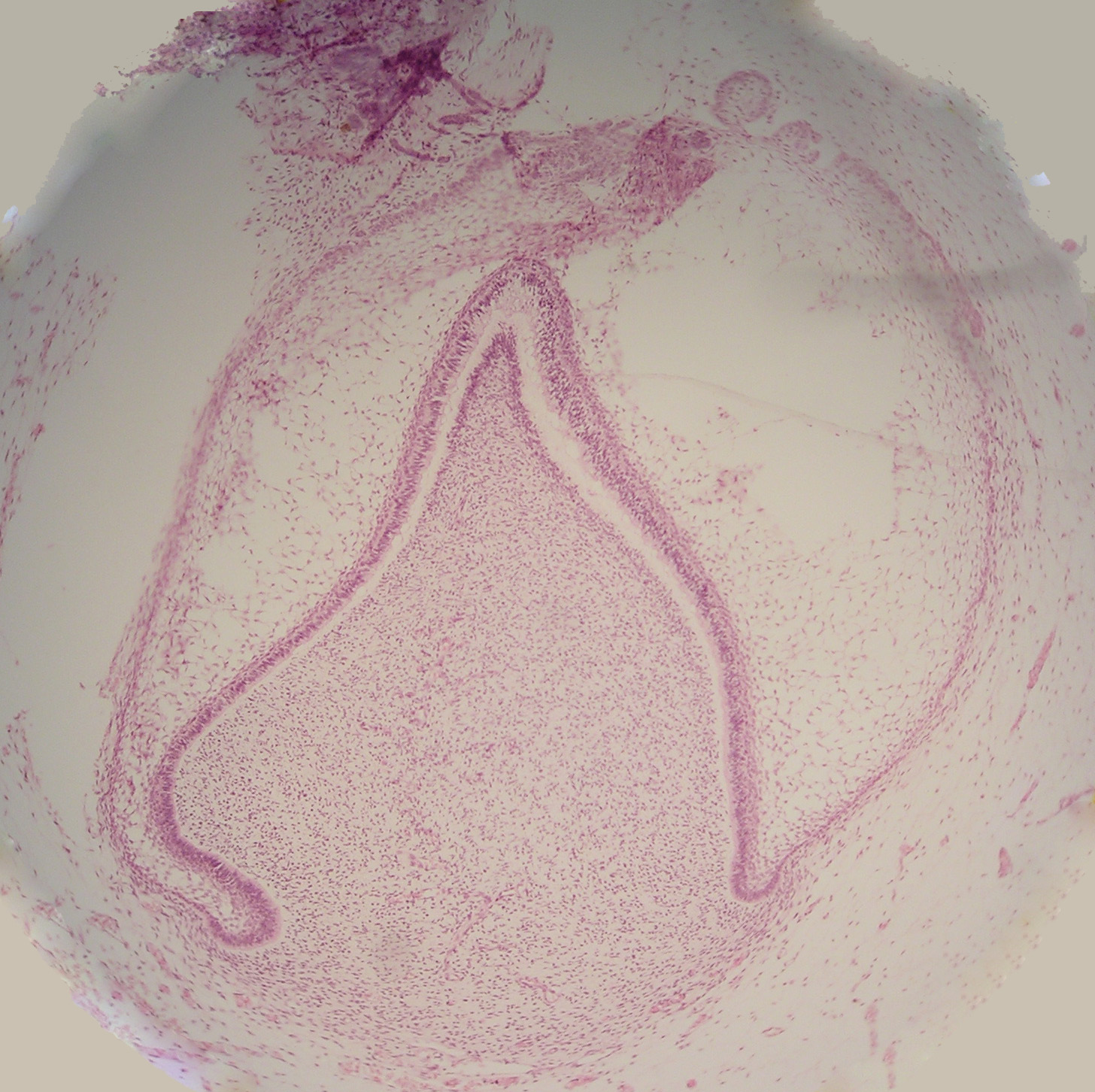
Histologischer Schnitt eines Zahns im späten Glockenstadium

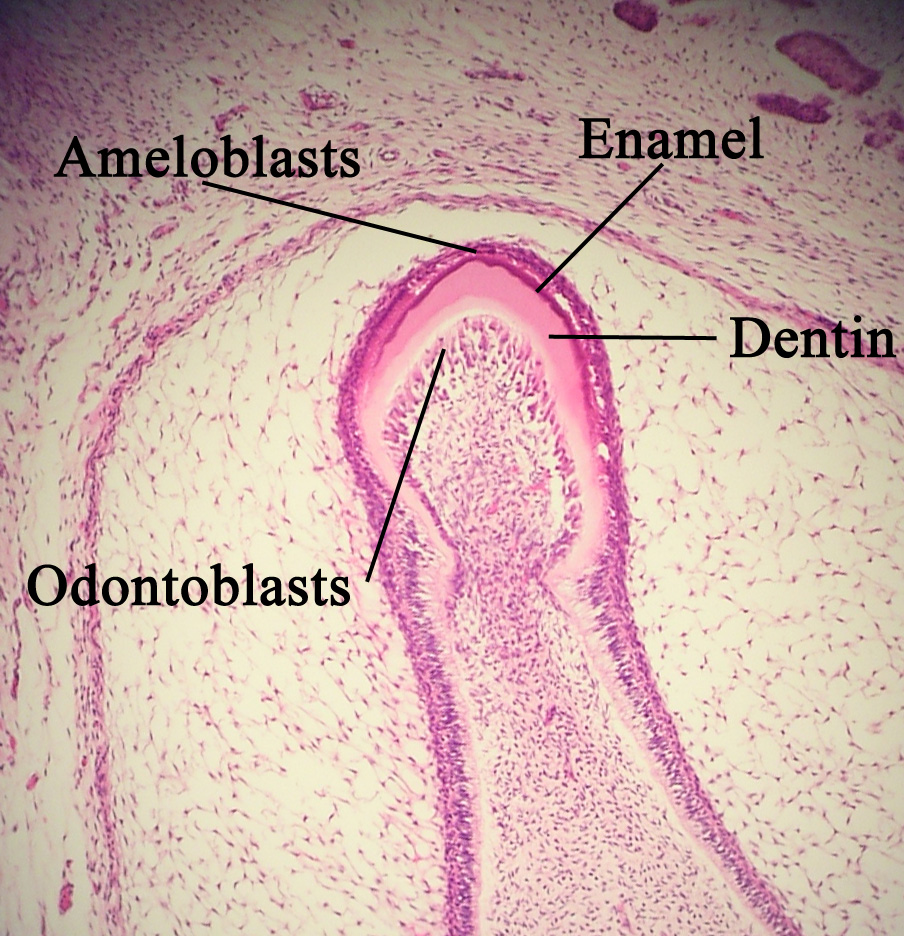
Histologischer Schnitt der entstehenden festen Gewebe. Ameloblasten bilden den Zahnschmelz, während Odontoblasten das Dentin bilden.

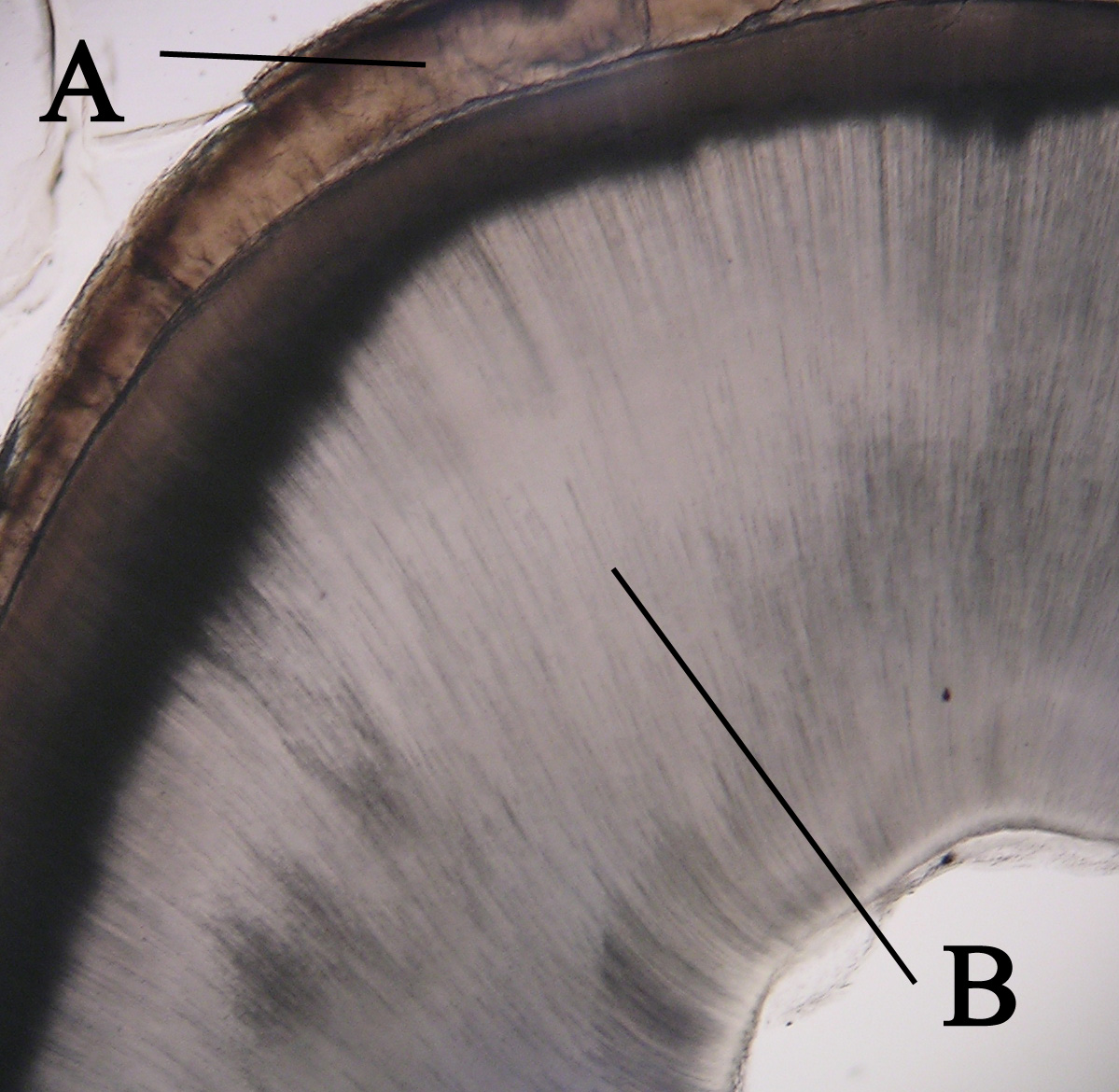
Histologischer Schnitt eines Zahns.
A: Zahnschmelz
B: Dentin

Einer der ersten Schritte bei der Bildung eines Zahns ist die Trennung von vestibulärer und dentaler Lamina. Die dentale Lamina verbindet die Zahnknospe für eine bestimmte Zeit mit der Epithelschicht im Mund.
Die Zahnbildung beginnt mit einer Verdickung des Epithels der Mundhöhle, die als Zahnleiste bezeichnet wird. Bei der weiteren Entwicklung der Zähne unterscheidet man folgende Stadien: Knospe, Kappe, Glocke und die Reife. Die Einteilung ist der Versuch, kontinuierlich ablaufende Veränderungen zu kategorisieren; die genaue Zuordnung ist im Einzelfall oft schwierig (Cate 1998:81). Die Bestimmung wird zusätzlich durch verschiedene histologische Schnitte erschwert.

### Knospenstadium
Dieser Abschnitt ist durch das Erscheinen der Zahnknospe ohne klare Anordnung der Zellen gekennzeichnet. Technisch gesehen beginnt das Stadium, wenn Epithelzellen aus der Zahnleiste in das Ektomesenchym des Kiefers vordringen (Cate 1998:82). Die Zahnknospe selbst ist die Gruppe von Zellen am Ende der dentalen Lamina.

### Kappenstadium
Die ersten Zeichen einer Anordnung von Zellen in der Zahnknospe gibt es im Kappenstadium. Eine kleine Gruppe ektomesenchymaler Zellen beendet die Produktion extrazellulärer Substanzen, was zur Bildung der Zahnpapille führt. Zu diesem Zeitpunkt wächst die Zahnknospe rund um die ektomesenchymale Anordnung, nimmt die Form einer Kappe an und wird zum Zahnschmelzorgan. Ein Niederschlag ektomesenchymaler Zellen, den man als Zahnfollikel bezeichnet, umgibt das Zahnschmelzorgan und begrenzt die Papille. Das Zahnschmelzorgan produziert schließlich den Zahnschmelz, die Papille das Dentin und der Follikel alle unterstützenden Strukturen eines Zahns (Cate 1998:84).

### Glockenstadium
Im Glockenstadium findet eine weitere Differenzierung statt. Das Zahnschmelzorgan hat in dieser Phase die Form einer Glocke und die meisten Zellen werden wegen ihrer sternförmigen Erscheinung als „sternförmiges Retikulum“ bezeichnet (Cate 1998:84). Die Zellen an der Peripherie des Zahnschmelzorgans teilen sich in drei wichtige Schichten. Die Zellen an der Außenseite bezeichnet man als äußeres Zahnschmelzepithel. Die Zellen an der Zahnpapille bilden das innere Epithel. Die Zellen zwischen dem inneren Epithel und dem Schmelzretikulum bilden eine Schicht, die man Zwischenschicht (Stratum intermedium) nennt.
Die dentale Lamina zerfällt, wodurch der entstehende Zahn vollständig vom Epithel des Mundes getrennt wird; die beiden verbinden sich erst wieder, wenn der Zahn im Mund hervortritt (Cate 1998:87). Die Krone des Zahns, die von der Form des inneren Epithels beeinflusst wird, nimmt während dieses Stadiums ihre Form an. Alle Zähne durchlaufen diesen Prozess; warum sie unterschiedlich geformte Kronen bilden (z. B. Schneidezähne gegenüber Eckzähnen), ist noch unklar. Zwei Hypothesen dominieren. Eine Theorie besagt, dass es im Ektomesenchym während der Entwicklung Komponenten für jede Form gibt. Die Komponenten für einen bestimmten Typ (z. B. Schneidezähne) werden in einem Gebiet lokalisiert und in anderen Teilen des Mundes schnell abgebaut. Das andere Modell besagt, dass das Epithel eine Gruppe von ektomesenchymalen Zellen programmiert, um Zähne mit einer bestimmten Form zu produzieren. Diese Zellgruppe (Klon) regt die dentale Lamina an, eine Zahnknospe zu bilden. Der Wuchs der Lamina setzt sich in einer „Fortschrittszone“ fort. Sobald sich diese Zone weit genug von der ersten Zahnknospe entfernt hat, entwickelt sich eine zweite Knospe. Die beiden Hypothesen schließen sich nicht unbedingt gegenseitig aus. Die Zahnmedizin geht davon aus, dass beide Modelle die Entwicklung zu bestimmten Zeiten beeinflussen (Cate 1998:89).
In dieser Phase können außerdem Zahnschmelzknoten, -seile und -nischen auftreten (Cate 1998:86).

### Kronenstadium
Feste Gewebe, darunter Zahnschmelz und Dentin, entwickeln sich in der nächsten Stufe, die als Kronenstadium (oder Reifestadium) bezeichnet wird. Zu dieser Zeit finden wichtige zelluläre Veränderungen statt. Die schnelle Teilung der Epithelzellen (Mitose), die in früheren Phasen zur Vergrößerung der Zahnknospe geführt hatte, endet nun an der Stelle, wo sich die Spitzen der Zähne bilden. Hier entstehen die ersten mineralisierten festen Gewebe. Gleichzeitig ändern die Zellen der inneren Epithel ihre Form von kubisch zu säulenförmig. Die Zellkerne bewegen sich von der Papille näher zum Stratum intermedium (Cate 1998:95).
Die benachbarten Zellschichten der Papille wachsen plötzlich und differenzieren sich in Odontoblasten, die das Dentin bilden (Ross 2003:444). Die Odontoblasten würden ohne die Veränderung im inneren Epithel nicht entstehen. Sie sondern ein Sekret, eine organische Matrix, in ihre unmittelbare Umgebung ab. Die Matrix enthält das für die Bildung des Dentins notwendige Material. Die Odontoblasten wandern dabei zum Zentrum der Papille. Im Gegensatz zum Zahnschmelz verläuft die Entstehung des Dentins also von außen nach innen. Auf dem Weg nach innen bleiben cytoplasmische Ausleger zurück. Die einzigartige, röhrenförmige Erscheinung des Dentins unter dem Mikroskop ist eine Folge seiner Bildung rund um diese Ausleger (Cate 1998:95).
Die Zellen des inneren Epithels sondern eine organische Matrix gegen das Dentin ab, die sofort mineralisiert und zum Zahnschmelz wird. Außerhalb des Dentins befinden sich Ameloblasten, die die Bildung des Zahnschmelzes nach außen fortsetzen, so dass auf der Außenseite des entstehenden Zahns neues Material hinzugefügt wird.

## Bildung fester Gewebe

Schematische Darstellung eines Längsschnittes durch einen Zahn

### Zahnschmelz
Die Bildung von Zahnschmelz, auch Amelogenese genannt, ereignet sich während des Kronenstadiums. Die Formation von Dentin und Zahnschmelz ist durch eine reziproke Induktion gekennzeichnet; Dentin entsteht immer vor dem Zahnschmelz. Letzterer bildet sich in zwei Phasen. In der sekretorischen Phase bilden Proteine und eine organische Matrix einen teilweise mineralisierten Zahnschmelz, in der Reifephase wird die Mineralisierung abgeschlossen. (Cate 1998:197)
Die Mineralisierung in der ersten Phase erfolgt durch das Enzym Alkalische Phosphatase. (Ross 2003:445) Das üblicherweise im dritten oder vierten Monat der Schwangerschaft auftretende mineralisierte Gewebe stellt das erste Auftreten von Zahnschmelz im Körper dar, der sich dann nach außen ausbreitet.
In der Reifephase transportieren die Ameloblasten einige bei der Produktion von Zahnschmelz benutzten Substanzen nach außen. Dabei handelt es sich hauptsächlich um Proteine, die zur vollständigen Mineralisation am Ende dieses Stadiums verwendet werden. Die wichtigsten Proteine sind Amelogenin, Ameloblastin, Enamelin und Tuftelin. (Ross 2003:447)

### Dentin
Die als Dentinogenese bezeichnete Bildung von Dentin ist das erste erkennbare Merkmal im Kronenstadium. Die verschiedenen Stufen führen zu unterschiedlichen Arten von Dentin: Manteldentin (Korff-Dentin) sowie primäres, sekundäres und tertiäres Dentin.
Die dentinbildenden Odontoblasten differenzieren sich von den Zellen der Zahnpapille. Sie beginnen, eine organische Matrix rund um die zukünftige Spitze des Zahns nahe dem inneren Epithel abzusondern. Diese Matrix enthält Collagen-Fasern mit einem großen Durchmesser von 0,1–0,2 μm. (Cate 1998:136) Die Odontoblasten bewegen sich zum Zentrum des Zahns und bilden einen Ableger, den man als Odontoblasten-Prozess bezeichnet. (Cate 1998:95) Dieser führt zur Sekretierung von Hydroxyapatit-Kristallen und zur Mineralisation der Matrix. Die etwa 150 μm dicke Schicht ist das Manteldentin. (Cate 1998:138)
Während das Manteldentin aus einer bereits existierenden Grundsubstanz der Zahnpapille entsteht, entwickelt sich das primäre Dentin auf andere Weise. Die Odontoblasten werden so groß, dass keine extrazellulären Ressourcen zu einer organischen Matrix beitragen können. Die größeren Odontoblasten sondern das Kollagen in kleineren Mengen ab, wodurch klarer strukturierte, heterogene Kerne entstehen. Darüber hinaus werden weitere Substanzen wie Lipide, Phosphoproteine und Phospholipide abgesondert. (Cate 1998:139)
Das sekundäre Dentin wird – wesentlich langsamer – nach Abschluss der Wurzelformation gebildet. Die Entwicklung verläuft in der Nähe der Krone schneller ab als an anderen Stellen des Zahns. (Summit 2001:13) Sie dauert während des ganzen Lebens an und ist verantwortlich für die kleinere Pulpa bei älteren Menschen. (Cate 1998:128) Das tertiäre Dentin (auch als reparierendes Dentin bekannt) entsteht in Reaktion auf Reize wie Abkauung oder Zahnkaries. (Summit 2001:183)

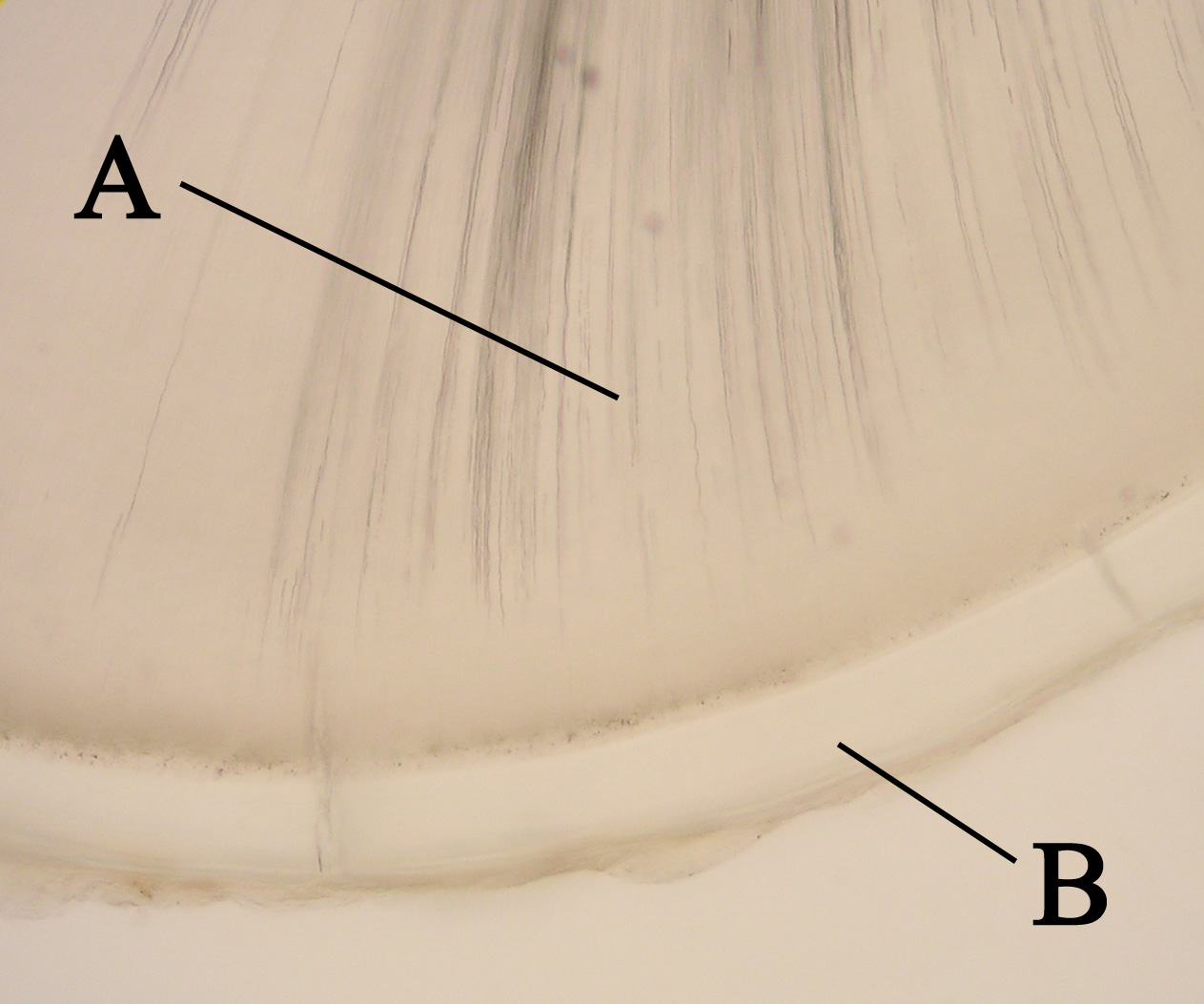
Querschnitt eines Zahns an der Wurzel
A: Dentin
B: Wurzelzement

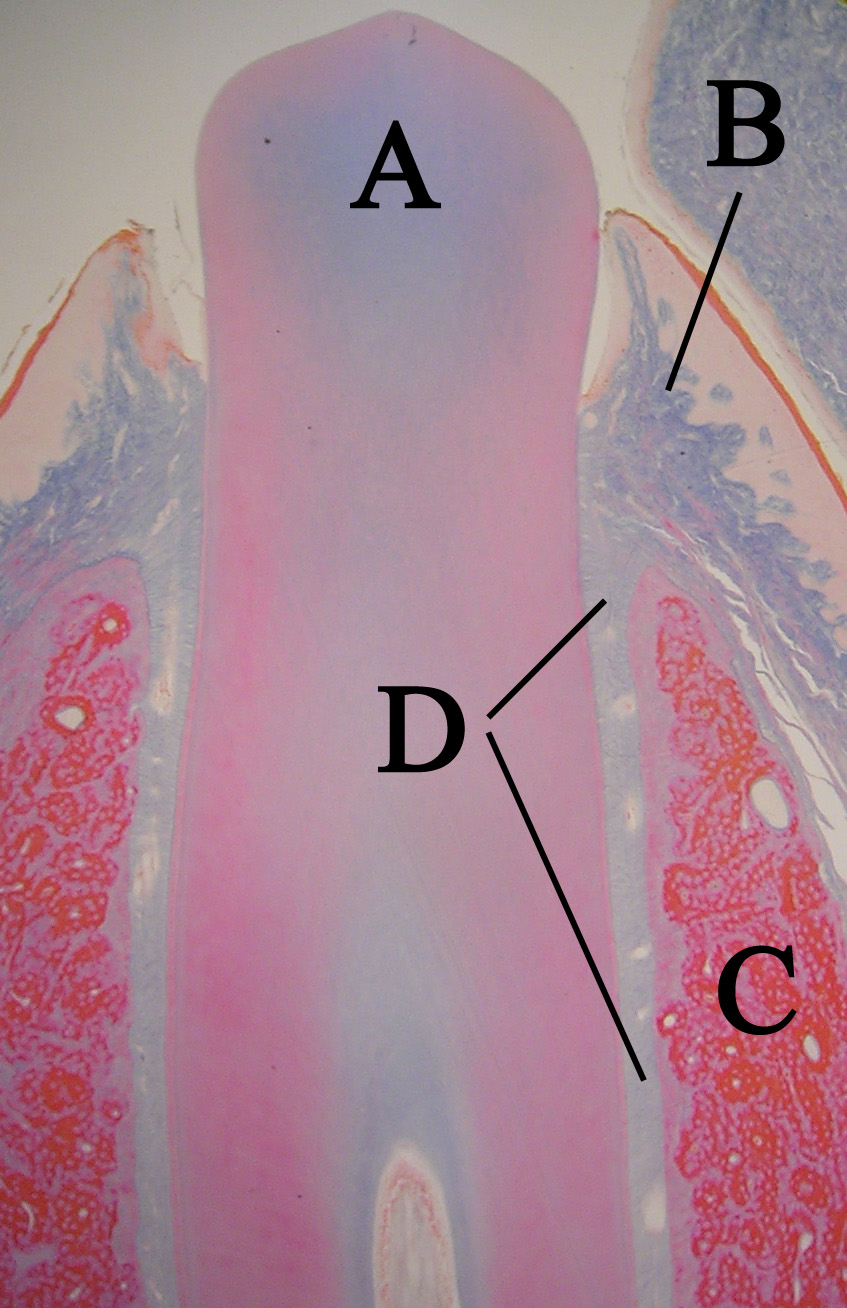
Histologischer Schnitt eines Zahns, der im Mund hervortritt
A: Zahn
B: Zahnfleisch
C: Knochen
D: periodontale Bänder

### Zahnkeim
Als Zahnkeim bezeichnet man das Entwicklungsstadium mit bereits vorhandener Zahnkrone aber noch nicht ausgebildeter Zahnwurzel. Die operative Entfernung eines Zahnkeims nennt man Germektomie.

### Wurzelzement
Die als Zementogenese bezeichnete Bildung des Wurzelzements ereignet sich zu einem späten Zeitpunkt in der Entwicklung der Zähne. Zementoblasten sind die dafür verantwortlichen Zellen. Es gibt zwei Arten von Wurzelzement: zellulär und azellulär.
Die azelluläre Variante bildet sich zuerst. Die Zementoblasten differenzieren sich von Follikel-Zellen, die die Oberfläche der Zahnwurzel erst erreichen können, wenn die Hertwig’sche Epithelscheide („Hertwig’s Epithelial Root Sheath“ – HERS) zu verfallen beginnt. Die Zementoblasten sondern feine Kollagenfibrillen rechtwinklig zur Wurzeloberfläche ab, bevor sie sich vom Zahn weg bewegen. Unterwegs wird mehr Kollagen abgelagert, um die Faserbündel zu verlängern und zu verdicken. Weitere Proteine wie Knochen-Sialoprotein und Osteocalcin werden ebenfalls abgesondert. (Cate 1998:236) Der azelluläre Wurzelzement enthält eine Sekret-Matrix aus Proteinen und Fasern. Wenn die Mineralisation beginnt, entfernen sich die Zementoblasten vom Wurzelzement und die zurückbleibenden Fasern an der Oberfläche verbinden sich mit den periodontalen Bändern.
Der zelluläre Wurzelzement entsteht, wenn die Zahnbildung fast abgeschlossen ist und der Zahn (in Kontakt) mit einem gegenüberliegenden Zahn verschließt. (Cate 1998:241) Er bildet sich rund um die Faserbündel der periodontalen Bänder. Die Zementoblasten werden in dem von ihnen produzierten Wurzelzement eingeschlossen.
Die Herkunft der Zementoblasten ist bei beiden Arten von Wurzelzement unterschiedlich. Die geläufigste Hypothese besagt, dass die Zellen für den zellulären Wurzelzement vom benachbarten Knochen herkommen, während die Zellen für die azelluläre Sorte aus dem Zahnfollikel stammen (Cate 1998:241 und 243). Zellulärer Wurzelzement findet sich jedoch nicht in Zähnen mit einer Wurzel (Cate 1998:241). Bei Prämolaren und Backenzähnen findet man ihn nur in der Nähe der Wurzelspitze und zwischen den einzelnen Wurzeln.

## Bildung des Periodontiums
Das Periodontium, die unterstützende Struktur eines Zahns, besteht aus dem Wurzelzement, den periodontalen Bändern, dem Zahnfleisch und dem alveolaren Knochen. Von diesen ist nur der Wurzelzement ein Teil des Zahns. Der Knochen umgibt die Wurzeln, um sie zu unterstützen und eine Art Sockel zu bilden. Die periodontalen Bänder verbinden den Knochen mit dem Wurzelzement und das Zahnfleisch ist das im Mund sichtbare umgebende Gewebe.

### Periodontale Bänder
Die periodontalen Bänder entstehen aus Zellen der Zahnfollikel. Bei der Entstehung gibt es Unterschiede zwischen Milchgebiss und bleibenden Zähnen sowie bei verschiedenen Tierarten. (Cate 1998:245) Jedenfalls beginnt der Vorgang mit Fibroblasten aus der Zahnfollikel, die Collagen absondern, das mit den Fasern auf der Oberfläche der angrenzenden Knochen und des Wurzelzements interagiert. (Ross 2003:453) Daraus entsteht ein Anhang, der sich beim Hervortreten des Zahns im Mund entwickelt. Die Okklusion beeinflusst ständig die Bildung der periodontalen Bänder, was zur Entstehung von Faserbündel in verschiedener Ausrichtung (horizontal oder schräg) führt. (Cate 1998:245)

### Alveolarer Knochen
Wenn Wurzel und Wurzelzement entstehen, bildet sich in der Umgebung Knochen. Knochenbildende Zellen bezeichnet man im ganzen Körper als Osteoblasten. Beim alveolaren Knochen stammen diese Zellen aus dem Zahnfollikel. (Cate 1998:244) Ähnlich wie bei der Bildung des primären Wurzelzements, entstehen Kollagen-Fasern auf der Oberfläche in der Nähe des Zahns und bleiben dort, bis sie sich mit den periodontalen Bändern verbinden.
Wie jeder andere Knochen im menschlichen Körper, verändert sich auch der alveolare Knochen während des Lebens. Osteoblasten erschaffen Knochen und Osteoklasten zerstören sie, vor allem wenn Druck auf einen Zahn ausgeübt wird. (Ross 2003:452) Wenn wie beim Versuch, durch Kieferorthopädie die Zähne zu bewegen, ein Zahn eine Kompressions-Kraft auf den Knochen darunter ausübt, erreicht man ein hohes osteoklastisches Level, was zu Knochenresorption führt. Ein Knochen, der durch periodontale Bänder unter Spannung gesetzt wird, hat viele Osteoblasten, die neuen Knochen bilden.

### Zahnfleisch (Gingiva)
Die Verbindung zwischen Zahnfleisch und Zahn nennt man dentogingivale Verbindung. Man unterscheidet dabei gingivale, sulkulare und Verbindungs-Epithel. Sie bilden sich aus den Zellen der Epithel-Manschette zwischen Zahn und Mund. (Cate 1998:247f.)
Bezüglich der Entstehung des Zahnfleischs sind noch viele Fragen offen, aber man weiß, dass Hemidesmosome zwischen dem gingivalen Epithel und dem Zahn für die primäre Epithel-Anbindung verantwortlich sind. (Cate 1998:248) Sie verankern die Zellen durch kleine faserartige Strukturen, die Überreste von Ameloblasten darstellen. Sobald das geschieht, bildet sich das Verbindungsepithel aus dem reduzierten Zahnschmelz-Epithel, einem Produkt des Zahnschmelz-Organs, und teilt sich schnell. Das lässt diese Schicht schnell wachsen. Die Ameloblasten werden nicht mehr mit Nährstoffen versorgt und verkümmert, was zur Bildung eines Sulcus gingivae führt.

## Bildung von Nerven und Gefäßen
Nerven und Blutgefäße verlaufen oft parallel zueinander im Körper und sie werden auch gleichzeitig und auf ähnliche Weise gebildet. Das gilt jedoch nicht in der Umgebung des Zahns, wo die Entwicklung unterschiedlich verläuft. (Cate 1998:93)

### Bildung von Nerven
Axone nähern sich dem Zahn während des Kappen-Stadiums und wachsen auf die Zahnfollikel zu. Sobald sie dort angekommen sind, entwickeln sich die Nerven rund um die Zahnknospe und dringen in die Papille ein, sobald die Bildung von Dentin eingesetzt hat. Sie wachsen jedoch nicht in das Zahnschmelz-Organ. (Cate 1998:93)

### Bildung von Gefäßen
Blutgefäße wachsen in der Zahnfollikel und dringen während des Kappen-Stadiums in die Papille ein. (Cate 1998:93) Am Eingang der Papille bilden sich Gruppen von Blutgefäßen. Ihre Anzahl erreicht zu Beginn des Kronen-Stadiums ein Maximum und die Papille wird zur Pulpa des Zahns. Im Laufe des Lebens verringert sich das Pulpa-Gewebe im Zahn, weshalb die Blutversorgung des Zahns mit zunehmendem Alter abnimmt. (Ross 2003:452) Das Zahnfleisch-Organ ist durch seinen Epithel-Ursprung frei von Blutgefäßen und die mineralisierten Gewebe des Zahnschmelzes und des Dentins benötigen keine Versorgung mit Nährstoffen durch das Blut.

## Hervortreten des Zahns
Obwohl sich die Forscher einig sind, dass es sich beim Hervortreten des Zahns (Zahndurchbruch) um einen komplexen Prozess handelt, streiten sie sich noch über die Mechanismen, die den Prozess kontrollieren. (Riolo 2003:142) Einige gängige Theorien wurden bereits widerlegt. Der Zahn wird weder durch die wachsende Wurzel noch durch den wachsenden Knochen in den Mund geschoben. Er wird auch nicht durch Druck der Gefäße oder eine „gepolsterte Hängematte“ nach oben gedrückt. (Harris 2002:1-3) Letztere Theorie, die Harry Sicher präsentierte, wurde von den 30er bis zu den 50er Jahren gelehrt. Demnach war ein Band unter dem Zahn, das Sicher auf einem histologischen Schnitt unter dem Mikroskop beobachtete, verantwortlich für das Hervortreten. Später wurde das „Band“ jedoch als Artefakt identifiziert, das bei der Vorbereitung des Schnitts entstand. (Harris 2002:3)
Nach der heute am weitesten verbreiteten Theorie sorgen die periodontalen Bänder für den hauptsächlichen Impetus bei diesem Prozess. Sie lassen den Zahn hervortreten, indem ihre Kollagen-Fasern schrumpfen und sich quer verbinden, während sich die Fibroblasten zusammenziehen. (Harris 2002:5)
Wenn der Zeitpunkt für das Hervortreten der Zähne individuell verschieden ist, gibt es eine allgemeine Zeitleiste. Menschen haben üblicherweise 20 Milchzähne und 32 bleibende Zähne. Bei der Dentition der Milchzähne sind nur die primären Zähne sichtbar. Wenn die ersten bleibenden Zähne erscheinen, findet die gemischte Dentition statt. Wenn die letzten Milchzähne ausfallen (Exfoliation), spricht man von der permanenten Dentition.
Die primäre Dentition beginnt mit dem Auftreten der zentralen Schneidezähne im Unterkiefer (im Alter von acht Monaten) und dauert, bis im Alter von sechs Jahren die ersten bleibenden Backenzähne erscheinen. (Ash & Nelson 2003:38,41) Die Milchzähne treten üblicherweise in folgender Reihenfolge hervor:
1. zentrale Schneidezähne
2. seitliche Schneidezähne
3. erster Backenzahn
4. Eckzahn
5. zweiter Backenzahn

(Ash & Nelson 2003:38)
Allgemein gilt, dass in sechs Monaten vier Zähne erscheinen, dass die Zähne im Unterkiefer früher hervortreten als im Oberkiefer und dass der Prozess bei weiblichen Individuen früher stattfindet als bei männlichen. Während der primären Dentition entwickeln sich die Zahnknospen der bleibenden Zähne unter den Milchzähnen, in der Nähe des Gaumens oder der Zunge.
Die gemischte Dentition beginnt mit dem Auftreten des ersten bleibenden Backenzahns (im Alter von sechs Jahren) und dauert, bis der letzte Milchzahn mit elf oder zwölf Jahren ausfällt. (Ash & Nelson 2003:41) Die bleibenden Zähne im Oberkiefer erscheinen in einer anderen Reihenfolge als die Zähne im Unterkiefer.
| Oberkiefer              | Unterkiefer             |
| ----------------------- | ----------------------- |
| erster Backenzahn       | erster Backenzahn       |
| zentraler Schneidezahn  | zentraler Schneidezahn  |
| seitlicher Schneidezahn | seitlicher Schneidezahn |
| erster Prämolar         | Eckzahn                 |
| zweiter Prämolar        | erster Prämolar         |
| Eckzahn                 | zweiter Prämolar        |
| zweiter Backenzahn      | zweiter Backenzahn      |
| dritter Backenzahn      | dritter Backenzahn      |

Da es bei der primären Dentition keine Prämolaren gibt, werden Backenzähne des Milchgebisses durch bleibende Prämolaren ersetzt. Wenn Milchzähne ausfallen, bevor bleibende Zähne als Ersatz bereitstehen, können bleibende Zähne nach vorne rutschen, wodurch Platz für weitere Zähne im Mund verloren geht. Das kann zu Fehlstellungen führen (Fehlbiss), was eine kieferorthopädische Behandlung erfordern kann, um ein eugnathes Gebiss herzustellen.
Die permanente Dentition beginnt mit dem Verlust des letzten Milchzahns im Alter von 11 bis 12 Jahren. In der Folge werden die dritten Backenzähne (Weisheitszähne) oft wegen kariöser Zerstörung oder Durchbruchsstörungen auf Grund von Platzmangel entfernt. Die häufigsten Gründe für den Verlust von Zähnen sind kariöse Zerstörung oder Parodontitis.
| Zeiten, an denen die Zähne hervortreten | Zeiten, an denen die Zähne hervortreten | Zeiten, an denen die Zähne hervortreten | Zeiten, an denen die Zähne hervortreten | Zeiten, an denen die Zähne hervortreten | Zeiten, an denen die Zähne hervortreten | Zeiten, an denen die Zähne hervortreten | Zeiten, an denen die Zähne hervortreten | Zeiten, an denen die Zähne hervortreten |
|                                         | zentraler Schneidezahn                  | seitlicher Schneidezahn                 | Eckzahn                                 | erster Prämolar                         | zweiter Prämolar                        | erster Backenzahn                       | zweiter Backenzahn                      | dritter Backenzahn                      |
|                                         | Milchgebiss                             | Milchgebiss                             | Milchgebiss                             | Milchgebiss                             | Milchgebiss                             | Milchgebiss                             | Milchgebiss                             | Milchgebiss                             |
| --------------------------------------- | --------------------------------------- | --------------------------------------- | --------------------------------------- | --------------------------------------- | --------------------------------------- | --------------------------------------- | --------------------------------------- | --------------------------------------- |
| Oberkiefer                              | 10 M                                    | 11 M                                    | 19 M                                    |                                         |                                         | 16 M                                    | 29 M                                    |                                         |
| Unterkiefer                             | 8 M                                     | 13 M                                    | 20 M                                    |                                         |                                         | 16 M                                    | 27 M                                    |                                         |
|                                         | bleibende Zähne                         |                                         |                                         |                                         |                                         |                                         |                                         |                                         |
| Oberkiefer                              | 7-8 J                                   | 8-9 J                                   | 11-12 J                                 | 10-11 J                                 | 10-12 J                                 | 6-7 J                                   | 12-13 J                                 | 17-21 J                                 |
| Unterkiefer                             | 6-7 J                                   | 7-8 J                                   | 9-10 J                                  | 10-12 J                                 | 11-12 J                                 | 6-7 J                                   | 11-13 J                                 | 17-21 J                                 |

(Ash & Nelson 2003:53)
 M = Monate; J = Jahre

## Ernährung
Wie bei anderen Aspekten des menschlichen Wachstums, hat die Ernährung auch einen Effekt auf die Entwicklung der Zähne. Zu den essentiellen Nährstoffen für einen gesunden Zahn gehören Calcium, Phosphor, Fluorid und die Vitamine A, C und D. Calcium und Phosphor werden zur Bildung von Hydroxyapatit-Kristallen benötigt und ihr Anteil im Blut wird durch das Vitamin D geregelt. Vitamin A ist für die Bildung von Keratin und Vitamin C für Kollagen zuständig. Fluorid kann ein Bestandteil des Kristalls im Zahn werden und macht ihn widerstandsfähiger gegen Demineralisation und Karies. (Ross 2003:453)
Ein Nährstoffmangel kann zahlreiche Folgen für die Entwicklung der Zähne haben. Bei fehlendem Calcium, Phosphor und Vitamin D können die festen Bestandteile des Zahns weniger mineralisiert sein. Ein Mangel an Vitamin A führt zu einer Reduzierung des Zahnschmelzes. Fehlendes Fluorid beschleunigt die Demineralisation, wenn der Zahn einer sauren Umgebung ausgesetzt ist und verzögert die erneute Mineralisation. Fluoridüberdosierungen führen zur Fluorose, bei der sich weiße bis braune Verfärbungen in Form von Flecken oder Streifen auf der Zahnschmelzoberfläche bilden.

## Abnormalitäten
Bei der Entwicklung der Zähne kann es zu verschiedenen Abnormalitäten kommen.
Bei einer Anodontie findet die Zahnentwicklung gar nicht, bei einer Hypodontie nur teilweise statt. Die Anodontie tritt selten auf, meistens bei einer ektodermalen Dysplasie, während die Hypodontie eine der am weitesten verbreiteten Abnormalitäten ist, die 3,5–8,0 % der Bevölkerung betrifft (die Weisheitszähne nicht mitgerechnet). Das Fehlen der Weisheitszähne lässt sich bei 20–23 % der Bevölkerung feststellen, gefolgt vom zweiten Backenzahn (Molar) und seitlichen Schneidezahn. Die Hypodontie verbindet man oft mit dem Fehlen der dentalen Lamina, die verletzlich gegenüber äußeren Einwirkungen wie Infektionen oder chemotherapeutischen Medikationen macht und mit einigen Syndromen wie Down-Syndrom oder Morbus Crouzon einhergeht. (Neville 2002:70)
Bei einer Hyperdontie entwickeln sich überzählige Zähne. Sie tritt bei ein bis drei Prozent der Europäer und häufiger bei Asiaten auf. (Neville 2002:70) In 86 % der Fälle betrifft die Hyperdontie meist einen einzelnen zusätzlichen Schneidezahn im Oberkiefer. (Kahn 2001:49) Als Ursache der Hyperdontie wird ein Überschuss an dentaler Lamina angenommen.
Eine Dilazeration ist eine abnormale Biegung an einem Zahn, die fast immer durch ein Trauma verursacht wurde, durch das die entstehende Zahnknospe bewegt wurde. Bei seiner Entstehung kann eine Kraft den Zahn aus der ursprünglichen Position bewegen, wodurch sich der restliche Zahn in einem unnatürlichen Winkel bildet. Zysten oder Tumore in der Nähe der Zahnknospe können ebenfalls eine Dilazeration verursachen. Es können auch Milchzähne durch ein Trauma ins Zahnfleisch gedrückt werden, wodurch die Zahnknospe des bleibenden Zahns bewegt wird. (Neville 2002:86)

### Zahnmissbildungen
Die Ursachen der regionalen Odontodysplasie (Zahnmissbildung) sind unbekannt, sie sind jedenfalls nicht genetischer Ursache. Vermutet werden eine Störung der Entwicklung mesenchymaler und ektodermaler Strukturen der Zähne, eine Störung in den Zellen der Neuralleiste, eine Infektion oder ein Mangel an vaskulärer Versorgung, wobei letztere Hypothese am weitesten verbreitet ist. Auch eine Strahlentherapie kann zur Odontodysplasie führen. (Neville 2002:99) Von dieser Abnormalität betroffene Zähne können persistieren, also nicht durchbrechen, haben zu kleine Kronen und haben unnatürliche Formen. Die Zähne sind kleiner, zeigen vermehrte Grübchen und Furchen und haben häufig eine braune bis gelbliche Verfärbung. Röntgenologisch erkennt man ein großes Pulpenlumen mit einem dünnen Hartsubstanzmantel, das Wurzelwachstum ist verzögert, Schmelz und Dentin lassen sich kaum voneinander abgrenzen, die Radioopazität ist vermindert. Auf Röntgenbildern erscheinen diese Zähne oft durchsichtig und „wuschelig“, was ihnen den Spitznamen ghost teeth (Geisterzähne) eingebracht hat.
Davon abzugrenzen sind Schmelzbildungsstörungen, wie die Molaren-Inzisiven-Hypomineralisation, die durch Traumata, Medikamente, Ernährung, Geburtszwischenfälle und zahlreiche akute oder chronische Kinderkrankheiten beziehungsweise deren Behandlung entstehen kann, wobei die Ursache noch weitgehend unbekannt ist. Ferner zählt hierzu der Turner-Zahn, dessen Zahnkeimschädigung des bleibenden Zahnes durch erkrankte Milchzähne entsteht. Die Amelogenesis imperfecta ist eine genetisch bedingte Erkrankung, bei der es zu einer Störung der Zahnschmelzbildung kommt. Tetracyclin-Zähne entstehen durch Tetracyclingabe während der Schwangerschaft oder im Kindesalter, da Tetracycline mit Calcium in irreversibler Komplexbildung in den kindlichen Zahnschmelz eingebaut werden.

## Entwicklung der Zähne bei Tieren

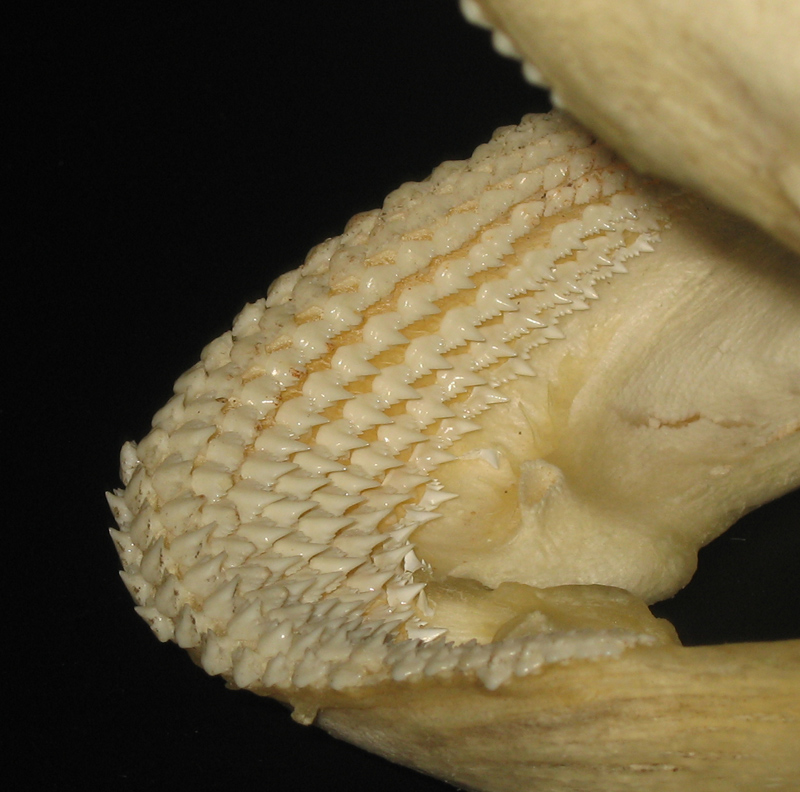
Zahnreihen beim atlantischen Ammenhai (Ginglymostoma cirratum).

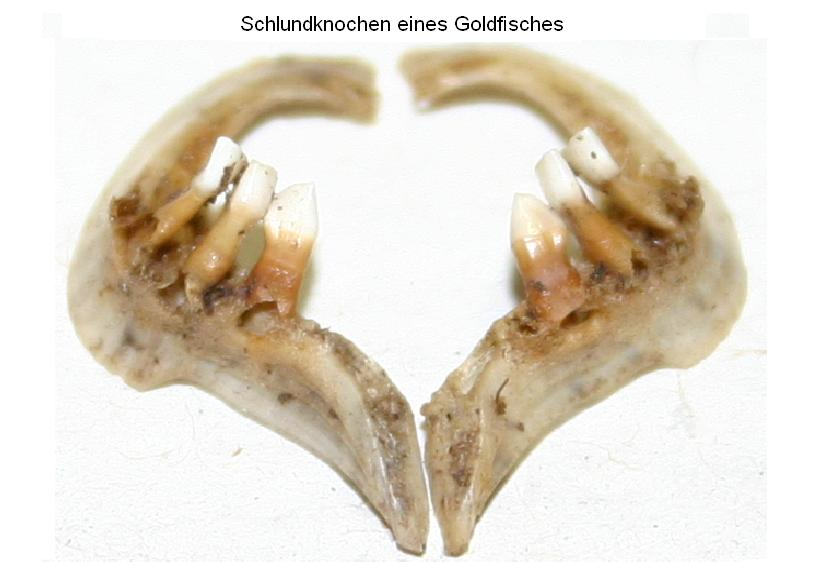
Schlundknochen mit Zähnen beim Goldfisch.

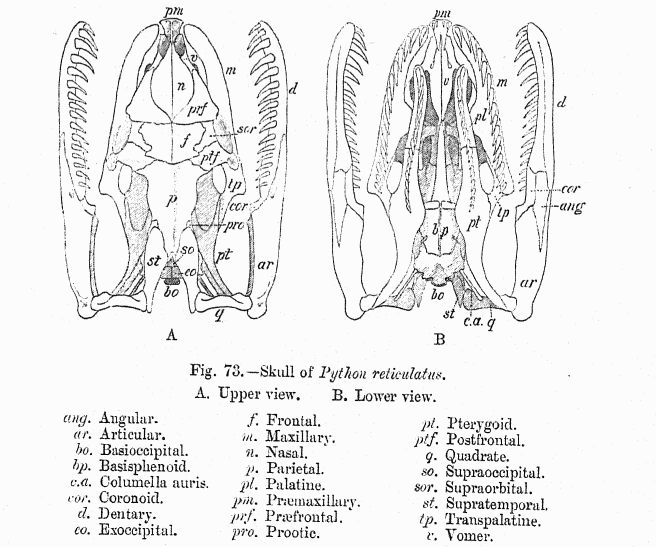
Zweite Zahnreihe im Oberkiefer des Netzpythons (Python reticulatus).

Entwicklungsgeschichtlich leiten sich die Zähne der Wirbeltiere von spezialisierten Hautschuppen (Placoidschuppen) ab, die bei ursprünglichen Wirbeltieren teilweise auch den ganzen Körper überziehen und eine Art Außenskelett bilden.
Dies lässt sich z. B. gut bei den relativ urtümlichen Haien (s. Knorpelfische) nachvollziehen, deren Zahnbildung sich von der der übrigen Wirbeltiere deutlich unterscheidet. Weil ihre Zähne keine Wurzeln haben, verlieren Haie einfach Zähne, wenn sie fressen, die deshalb kontinuierlich ersetzt werden müssen. Zoologen schätzen, dass ein einzelner Hai in einem Jahr bis zu 2.400 Zähne verlieren kann. Haizähne bilden sich aus den genannten Placoidschuppen nahe der Zunge und bewegen sich auf dem Kiefer in Reihen nach außen, wo sie benutzt werden und später ausfallen.
Während bei den Säugetieren, zu den auch der Mensch gehört, die Zähne jeweils eine Reihe im Ober- und Unterkiefer bilden (Unterschiede gibt es in der Morphologie, der Anzahl, der Zeitleiste und den Arten von Zähnen), finden sich bei anderen Wirbeltiergruppen teilweise mehrere Zahnreihen in unterschiedlicher Lokalisation. Bestimmte Wirbeltiergruppen wie z. B. Vögel und Schildkröten haben ihre Zähne im Laufe der Entwicklungsgeschichte aber auch wieder verloren. Vögel, die sich von den Dinosauriern ableiten (vgl. Archaeopteryx) bilden beispielsweise seit etwa 70 Millionen Jahren keine Zähne mehr aus, haben sich aber offensichtlich teilweise noch die zugehörige genetische Ausstattung erhalten, die unter besonderen Umständen, z. B. im Rahmen von Mutationen, eine Zahnbildung induzieren kann (Atavismus).
Die Bildung des Zahnschmelzes ist bei Mensch und anderen Säugetieren nahezu identisch. Die Ameloblasten und das Zahnschmelz-Organ inklusive der Zahnpapille funktioniert ähnlich. (Frandson 1992:305) Während die Ameloblasten bei Menschen und den meisten anderen Tieren absterben – was eine weitere Bildung von Zahnschmelz unmöglich macht –, setzt sich die Entwicklung bei Hasenartigen, Chinchillas und Meerschweinchen und einiger Zähne anderer Säugetiere („wurzellose Zähne“) kontinuierlich fort, was sie zwingt, ihre Zähne abzunutzen, indem sie auf verschiedenen Materialien kauen. Wenn das Kauen nicht möglich ist, können ihre Zähne durch den Mund stoßen (Hechtgebiss). Die wurzellosen Zähne bestehen aus zwei Hälften, den Gegenstücken zu Krone und Wurzel. Die Lippenhälfte ist mit Zahnschmelz bedeckt und ähnelt einer Krone, während die Zungenhälfte mit Dentin bedeckt ist und einer Wurzel ähnelt. Beide entstehen gleichzeitig und wachsen ein Leben lang.
Die Mineral-Verteilung im Zahnschmelz von Nagetieren unterscheidet sich von der bei Affen, Hunden, Schweinen und Menschen. In Zähnen von Pferden sind die Zahnschmelz- und Dentin-Schichten miteinander verbunden, was die Stärke erhöht und die Abnutzung der Zähne verringert.
Auch unter den Säugetieren haben einige Tiergruppen, wie z. B. bestimmte Wale, Gürteltiere, Ameisenbären und Faultiere die Bildung von Zahnschmelz (Enamelum) oder die Zahnbildung generell aufgegeben. Damit ging auch ein Funktionsverlust des zugehörigen Enamelin-Gens ENAM einher.